# فرودگاه راندرز
فرودگاه راندرز (به انگلیسی: Randers Airport) (به زبان بومی: Randers Flyveplads) یک فرودگاه است که یک باند فرود آسفالت دارد و طول باند آن ۹۰۰ متر است. این فرودگاه در شهر راندرس کشور دانمارک قرار دارد و در ارتفاع ۴۷ متری از سطح دریا واقع شده‌است.